# Boussens, Haute-Garonne
Boussens är en kommun i departementet Haute-Garonne i regionen Occitanien i södra Frankrike. Kommunen ligger i kantonen Cazères som tillhör arrondissementet Muret. År 2022 hade Boussens 1 108 invånare.

## Befolkningsutveckling
Antalet invånare i kommunen Boussens
Referens:INSEE